# Sebil

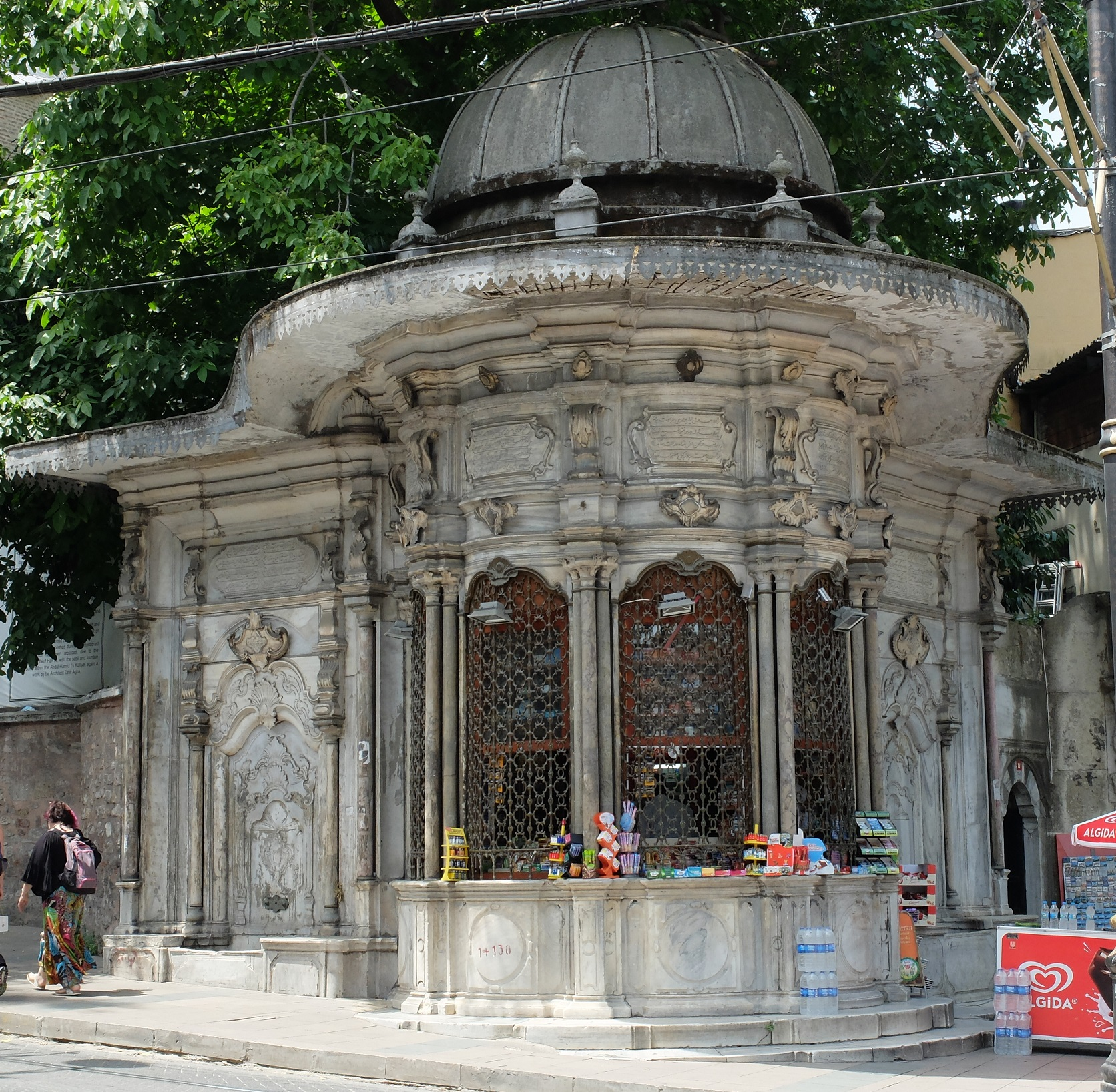
Un sebil storico a Istanbul

Un sebil o sabil (in arabo: سبيل; in turco: sebil) è un piccolo chiosco dove l'acqua viene liberamente distribuita al pubblico. Storicamente, esso è una struttura di importanza sia civile sia religiosa nelle città musulmane, soprattutto e tipicamente sotto l'impero ottomano, ma anche in altre regioni e periodi come il Cairo mamelucco. A volte il termine è anche usato per riferirsi a semplici fontane per l'acqua potabile. I sebil venivano costruiti presso i crocevia, nel mezzo delle piazze cittadine e all'esterno delle moschee e di altri complessi religiosi in tutto l'impero ottomano per fornire acqua potabile ai viaggiatori e consentire la purificazione rituale (abluzione) prima della preghiera.

## Descrizione e funzione
Un tipico sebil veniva costruito su una cisterna sotterranea che forniva l'acqua per la distribuzione. In alcuni casi, l'acqua pompata scorreva lungo un pannello decorativo in marmo scolpito chiamato selsebil, che poteva anche servire allo scopo di aerare l'acqua mentre veniva dalla cisterna. Questo servizio era gratuito per i membri del pubblico, ed era pagato con le entrate o i fondi di una dotazione benefica, una waqf islamica, fornita o istituita dal patrono che aveva commissionato l'edificio. Dotare denaro per la costruzione di sebil era considerato un atto di pietà e la costruzione di molti sebil era considerata il marchio di garanzia di un sovrano benefico.

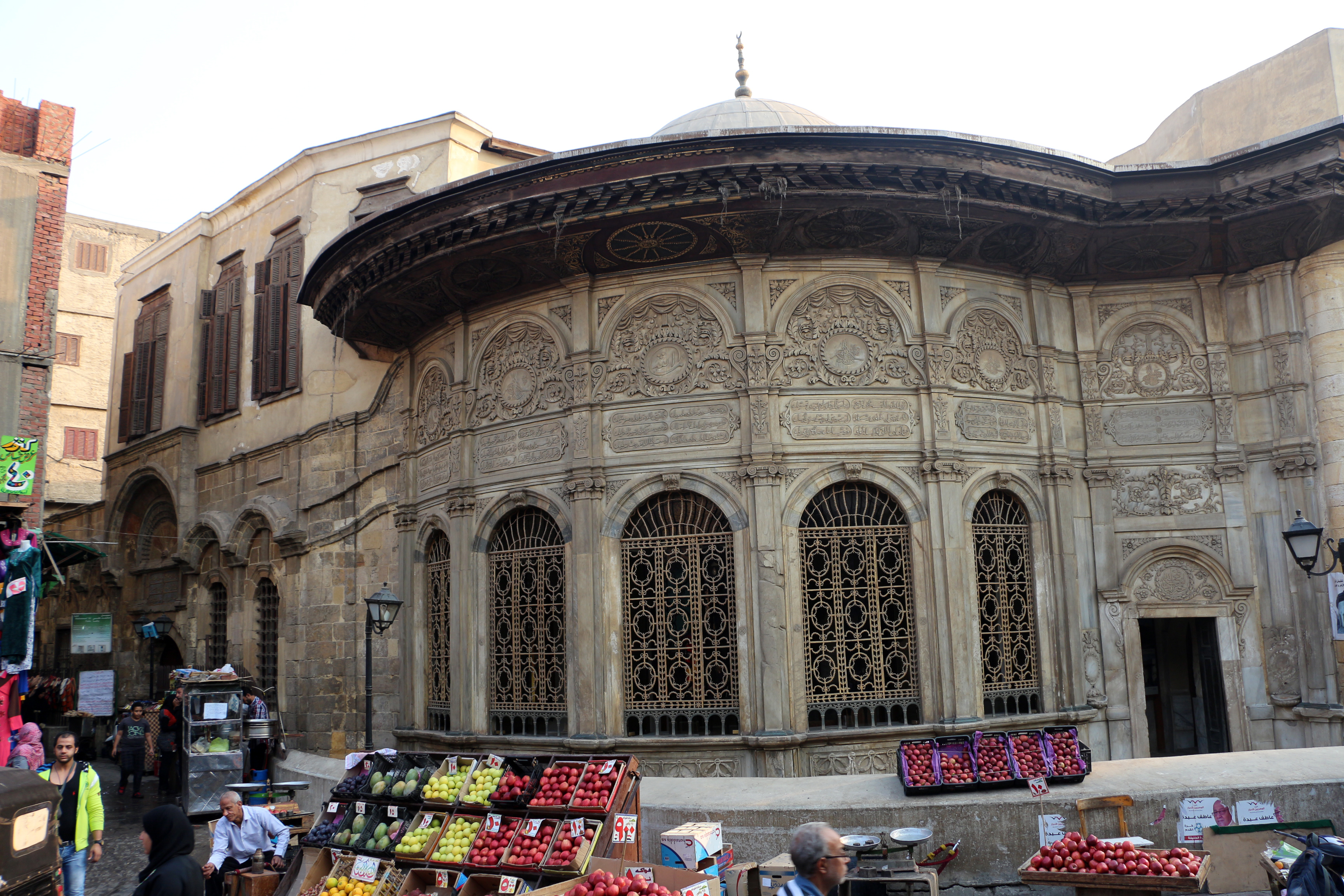
Esempio di sebil: la facciata sulla strada del Sabil di Ṭūsūn Pascià (o Sabil di Muhammad Ali) al Cairo
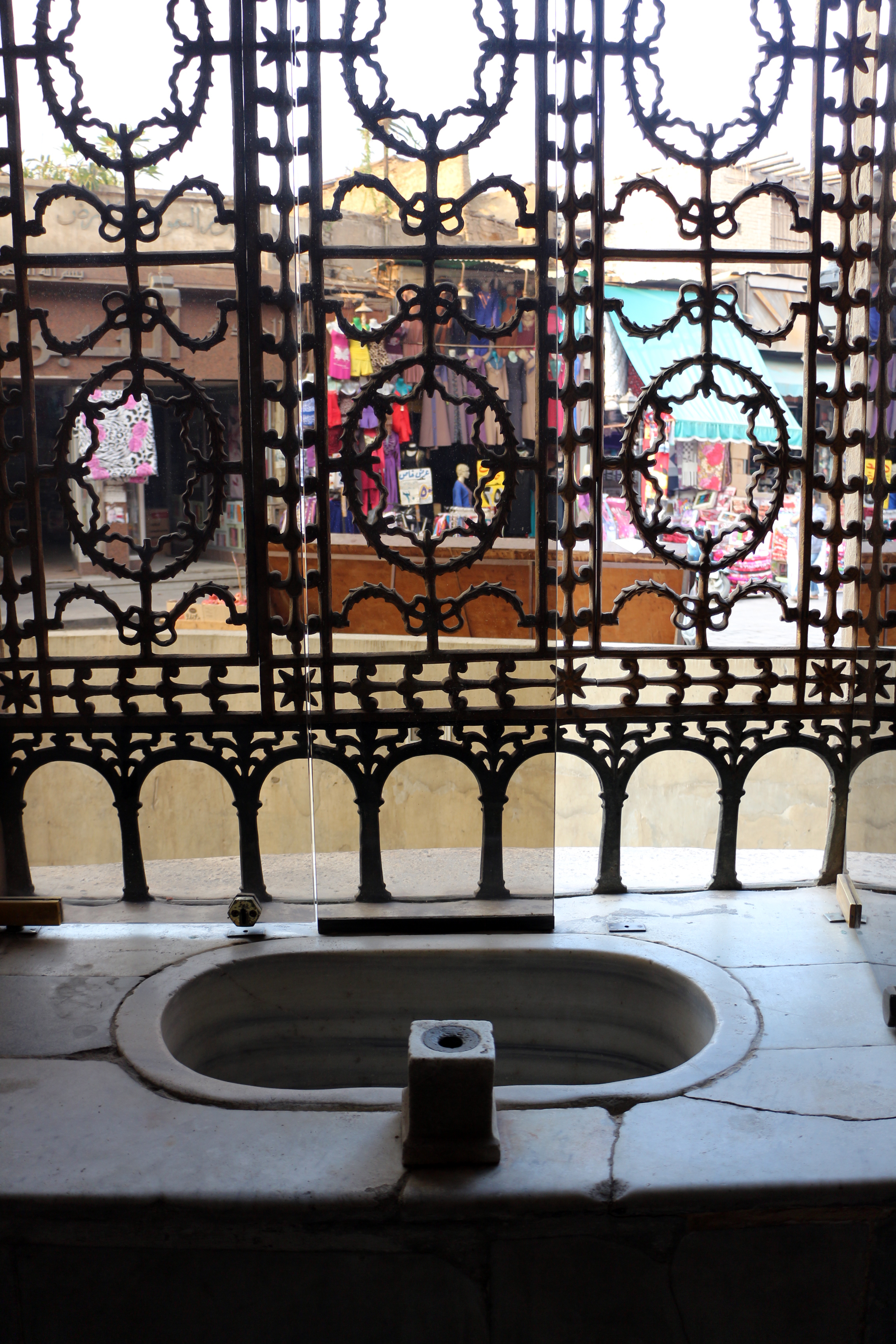
Area da cui sgorga l'acqua dentro il sebil di Tusun Pascià
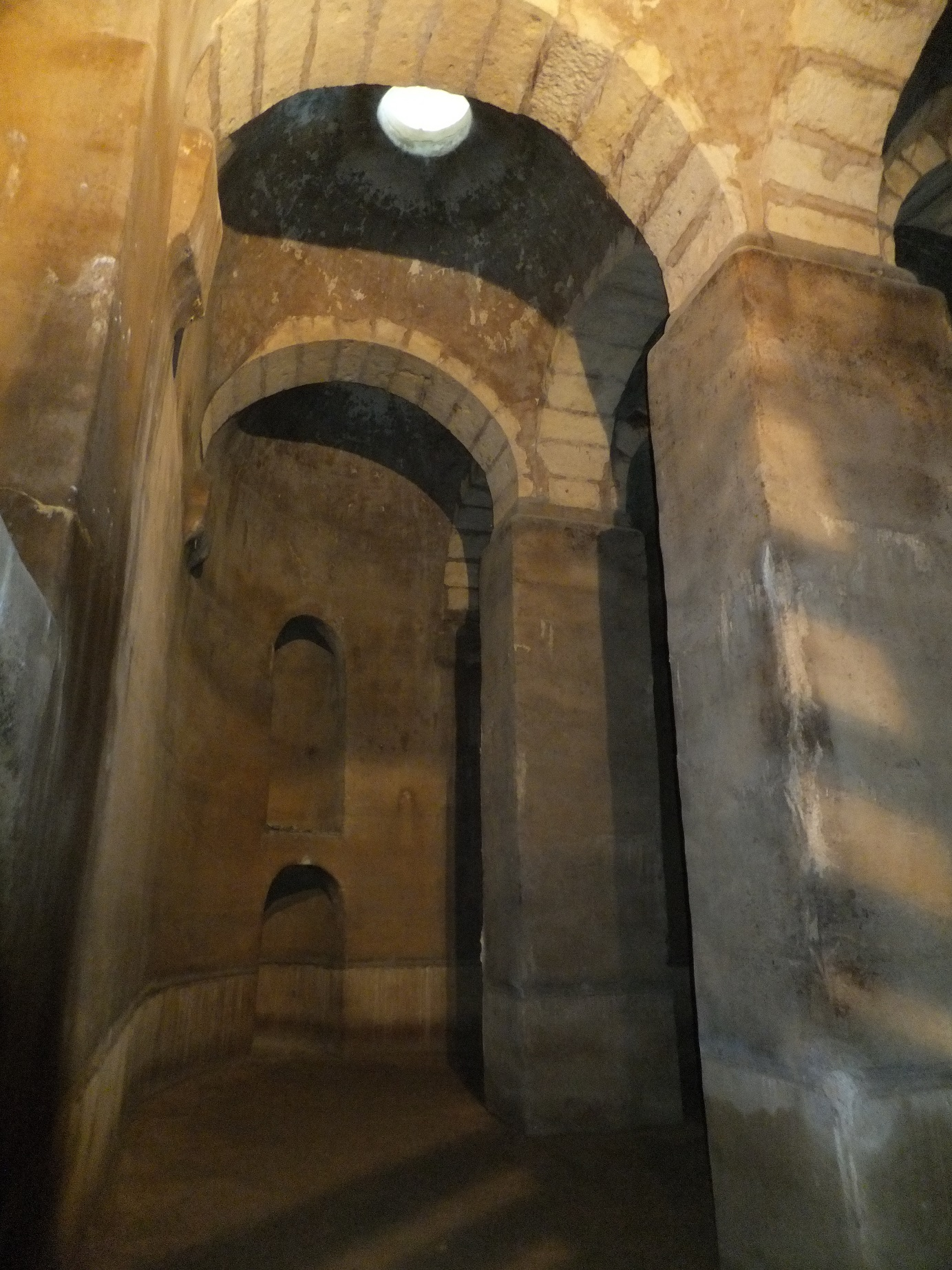
La cisterna sotterranea per il sebil di Tusun Pascià

## Storia
Nella Istanbul del XVI secolo, i sebil erano un simbolo di proprietà pubblica. Il tentativo di aggiungere rubinetti era avversato perché ciò era percepito come una limitazione alla pubblica fruizione dei doni della natura. Inizialmente, essi funzionavano come chioschi in cui l'acqua veniva distribuita ai passanti. Spesso erano decorati in stile rococò ottomano e iscritti con versi turchi ottomani che formavano un cronogramma usando la numerazione abjad per datarne la costruzione. Fino alla diffusione degli impianti idraulici interni entro la fine del XX secolo, essi furono essenziali per la vita quotidiana degli abitanti di Istanbul.